# Pesseta
La pesseta (en castellà i gallec peseta, en basc pezeta) va ser la moneda espanyola de curs legal fins a la introducció de l'euro el 1999 i la seva desaparició definitiva l'1 de març del 2002. Va ser substituïda al canvi de 166,386 pessetes per cada euro. Es dividia en 100 cèntims, fracció que feia temps que no s'usava. El Principat d'Andorra també la utilitzava juntament amb el franc francès.
El Diccionario de Autoridades de 1737 defineix la pesseta com «la peça que val dos rals d'argent de moneda provincial, formada de figura rodona. És una veu modernament introduïda (en castellà). El 19 d'octubre de 1868, el ministre d'Hisenda del Govern provisional del general Serrano, Laureà Figuerola, que era català, va firmar el decret pel qual s'implantava la pesseta com a unitat monetària estatal, al mateix temps que entrava en vigor oficialment el sistema mètric decimal en el context de la Unió Monetària Llatina. La primera pesseta espanyola va ser encunyada el 1869.

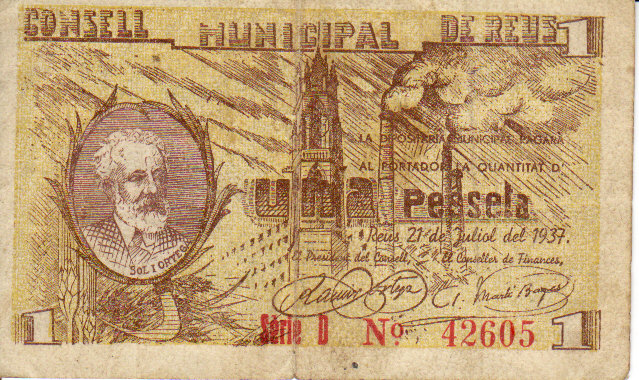
Bitllet d'una pesseta emès pel Consell Municipal de Reus durant la Guerra Civil espanyola

Durant la Guerra Civil (1936-39), els ajuntaments catalans van fer circular fins a 3.384 bitllets diferents d'aquesta moneda.
La pesseta s'abreujava pta., pts., ptas., ptes., i amb el símbol PTA. En el si de les entitats financeres va ser abreujada amb el codi ISO 4217 ESP, seguint la norma de posar primer dues inicials que corresponien a l'estat on s'usava la moneda i després una lletra que corresponia a la inicial del nom de la moneda. També es van fer servir els codis ESA o «compte A», a l'època quan el govern espanyol controlava els canvis, i ESB o «compte B», que eren les pessetes convertibles, procedents de dipòsits efectuats per persones no residents a Espanya.
A l'època del canvi a l'euro, el 2002, en circulaven monedes d'1, 5, 10, 25, 50, 100, 200, 500 i 2.000 pessetes, i bitllets de 1.000, 2.000, 5.000 i 10.000. Era controlat pel Banc d'Espanya (Banco de España) i emès per la Fàbrica Nacional de Moneda i Timbre (Fábrica Nacional de Moneda y Timbre – Real Casa de la Moneda).

## Etimologia

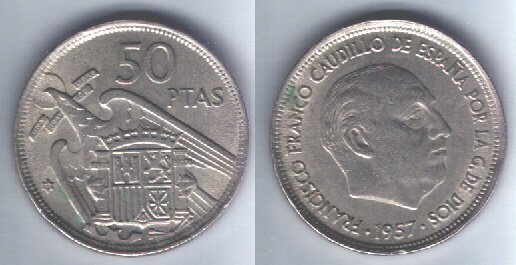
Moneda de 50 pessetes de 1957

El seu nom provindria del diminutiu de peça (nom amb què es coneixien, des del segle xv, algunes monedes d'argent) i del català s'hauria estès a les altres llengües peninsulars. La primera peça amb el logotip pesetas va ser encunyada a Barcelona de "2 1/2 pesetas", el 1808, durant la dominació napoleònica. La peça d'una peseta es va encunyar l'any 1809. Més tard, també es denominava així la moneda de dos rals.

## Bitllets de pesseta

### 1970
| Denominació  | Rostre          | Color predominant | Dimensions | Imatge de l'anvers | Imatge del revers |
| ------------ | --------------- | ----------------- | ---------- | ------------------ | ----------------- |
| 100 Pessetes | Manuel de Falla | Marró             | x mm       |                    |                   |

### 1982/1987
Entre 1982 i 1987, el Banc d'Espanya emet una nova sèrie, dissenyada per José María Cruz Novillo, que fou gravada i impresa per la Fàbrica Nacional de Moneda i Timbre. Els objectius del Banc d'Espanya fou capaç de reduir i estandarditzar els bitllets, modernitzar la seva imatge i facilitar el processament de la màquina dels bitllets. Pel que fa als bitllets antics, una nova mida i la implantació d'un sistema homogeni de 200 a 10.000 pessetes seguint la regla 1-2-5 i la introducció de la novetat, els valors de 200 i 2.000 pessetes.
| Denominació     | Rostre                 | Color predominant | Dimensions  | Imatge de l'anvers | Imatge del revers |
| --------------- | ---------------------- | ----------------- | ----------- | ------------------ | ----------------- |
| 200 Pessetes    | Leopoldo Alas «Clarín» | Taronja           | 65 x 120 mm |                    |                   |
| 500 Pessetes    | Rosalía de Castro      | Blau              | 70 x 129 mm |                    |                   |
| 1000 Pessetes   | Benito Pérez Galdós    | Verd              | 75 x 138 mm |                    |                   |
| 2000 Pessetes   | Juan Ramón Jiménez     | Roig              | 80 x 147 mm |                    |                   |
| 5000 Pessetes   | Joan Carles I          | Marró             | 85 x 156 mm |                    |                   |
| 10 000 Pessetes | Joan Carles I          | Gris              | 74 x 154 mm |                    |                   |

### La sèrie de bitllets de 1992
En 1992, el Banc d'Espanya emeté la seva última sèrie abans de l'inici de la de l'Euro. Fou realitzada per l'artista gràfic Reinhold Gerstetter i va ser impresa per la Fábrica Nacional de Moneda y Timbre. L'objectiu del Banc d'Espanya amb l'emissió d'aquesta nova sèrie fou el d'enfortir la seguretat a través de texts micro impresos i impressions codificades visibles només amb lupa.
Aquesta sèrie de notes combina elements artístics espanyols i americans per a celebrar en 1992 el 500è aniversari del descobriment d'Amèrica de Cristòfor Colom.
| Denominació     | Rostre                                | Color predominant | Dimensions  | Imatge de l'anvers | Imatge del revers |
| --------------- | ------------------------------------- | ----------------- | ----------- | ------------------ | ----------------- |
| 1000 Pessetes   | Hernán Cortés Francisco Pizarro       | Verd              | 65 x 130 mm |                    |                   |
| 2000 Pessetes   | José Celestino Mutis                  | Roig              | 78 x 158 mm |                    |                   |
| 5000 Pessetes   | Cristòfor Colom Els Reis Catòlics     | Marró             | 71 x 146 mm |                    |                   |
| 10 000 Pessetes | Joan Carles I Jordi Joan i Santacília | Gris              | 74 x 154 mm |                    |                   |

## Pesseta andorrana
Andorra, tot i utilitzar els mateixos bitllets i monedes que l'Estat espanyol, tenia un codi ISO 4217 per a la «pesseta andorrana» (moneda fiduciària del Principat, paritària amb l'espanyola, juntament amb el «franc andorrà», paritari amb el franc francès): ADP, esdevinguda obsoleta amb l'adopció de l'euro. Se'n van emetre alguns bitllets específics per al Principat durant la Guerra Civil espanyola.

## Pesseta sahrauí
La pesseta sahrauí continua essent, si més no en teoria, moneda de curs legal a l'autoproclamada República Àrab Sahrauí Democràtica, reconeguda per més de 70 països tot i no ser membre de l'Organització de les Nacions Unides. L'ocupació marroquina de l'excolònia espanyola fa que el seu ús sigui molt reduït. La moneda utilitzada habitualment en aquest territori és el dírham marroquí, i en la RASD en l'exili el dinar algerià.

## Pesseta guineana
La Guinea Equatorial (abans Guinea Espanyola) tingué com a moneda oficial la pesseta guineana des del 1968, l'any de la seva independència, fins al 1975, en què fou substituïda per l'ekuele. Des del 1985 ha adoptat com a unitat monetària el franc CFA. Es van encunyar monedes d'1, 5, 25 i 50 pessetes guineanes, i bitllets de 100, 500 i 1.000.